# Ондржей Балвін
Ондржей Бальвін (нар. 20 вересня 1992) — чеський професійний баскетболіст клубу «Прометей» виступає в Латвійсько-Естонської баскетбольної лізі. Центровий збірної Чехії.

## Професійна кар'єра

### Прага (2009—2010)
Перший професійний контракт підписав 2009 року з командою «Прага» з однойменного міста Прага. Провів три гри з командою в сезоні, в яких він набирав в середньому 2,7 очок і 0,7 передачі за гру, 2,4 підбирань.

### Реал Бетіс (2010—2016)
У 2010 році він підписав контракт з «Реал Бетіс» з іспанської Ліга АБК, де грав протягом наступних шести сезонів.
У червні 2011 року було підтверджено його місце в першій команді «Реал Бетіс». За яку він провів 6 років, відіграв 137 ігор.
У 2014 році подав свою кандидатуру на драфті НБА 2014 він залишився недрафтованим.
У 2016 році покидає «Реал Бетіс», і переїжджає в Німеччину. У липні 2016 року Бальвін приєднався до «Денвер Наггетс» для участі в Літній лізі НБА 2016.

### Баварія / Естудіантес(2016—2017)
У липні 2016 року він підписав дворічний контракт з німецькою «Баварією» з Баскетбольної Бундесліги. Провів за «Баварію» в 13 іграх, він набирав в середньому 5,7 очок і 2,1 підбераль за гру.
31 січня 2017 року повернувся до Іспанії, щоб грати на правах оренди за клуб «Естудіантес» до кінця сезону 2016—2017.

### Гран Канарія (2017—2019)
1 липня 2017 року було підтверджено його підписання на один сезон з можливістю ще одного для «Гран Канарія» з Ліга АБК. В сезоні 2017—2018 Балвін зіграв 40 матчів в сезоні ставши одним з лідерів команди. В середньому за гру набирав 8.2 очок, 2
5,9 підберань. Допоміг команді пробитися в 1/4 фіналу Єврокубоку. Після вдалих виступів продовжили контракт ще на сезон 2018—2019.

### Більбао Баскету (2019-2021)
23 липня 2019 року Бальвін підписав однорічну угоду з «Більбао Баскет». Він набирав у середньому 8,6 очка та 7,3 підбирання за гру. 
3 червня 2020 року Бальвін продовжив контракт ще на сезон 2020-2021 «Більбао Баскет» виступало в Лізі чемпіонів ФІБА та Ліга АБК, Балвін допоміг команді не вилитіти з  Ліга АБК. В середньому за матч набравши 11,5 очка та 7,5 підбирання і 1.9 передач.

### Гумма (2021-2022)
Сезон 2021-2022 розпочинає в країні сонця Японії, 28 червня 2021 року Балвін підписав контракт з «Гумма» з Бі-ліги.

### Прометей (2022-2024)
26 липня 2022 року він підписав контракт з латвійсько-естонською баскетбольною лігою «Прометей». Балвін допоміг команді здобути золоті медалі  Латвійсько-естонської баскетбольної ліги, також пробитися в 1/2 фіналу Єврокубоку. Після завершення сезону 2022-2023 продовжив контракт з «Прометеєм».

## Кар'єра у національній збірній
Бальвін грав у всіх категоріях національної збірної Чехії з баскетболу. Він вперше приєднався до основної команди в 2011 році для участі в Євробаскет Дивізіон B. 
У 2021 році грав за збірну Чехії під керівництвом Ронена Гінзбург на Олімпійських іграх у Токіо,  де в середньому набирав 14 очок і робив 6,7 підбирань.
В 2022 році Балвін узяв участь в Євробаскеті 2022. Допоміг національній збірній Чехії пробитися в плей-оф де програли  збірній Греції. Балвін провів 7 ігор, в яких в середньому набрав 7,9 очок і 1,1 передачі за гру, 6 підбирань. 

## Досягнення
- Чемпіон Латвійсько-естонська баскетбольна ліга: 2022/2023.

### Індивідуальні нагороди
- Друга команда Єврокубка: 2017-2018.